# Carlos Moros Gracia
Carlos Moros Gracia (Sagunto, Valencia, 25 de abril de 1993), más conocido futbolísticamente como Moros Gracia, es un futbolista español que juega como defensa en el Djurgårdens IF Fotboll de la Allsvenskan, primera división sueca.

## Trayectoria
Nacido en Sagunto, Moros es un defensa formado en la cantera del Valencia CF en el que llegó a jugar hasta juveniles. El 8 de agosto de 2012 se marchó al equipo de su localidad natal para jugar en el Atlético Saguntino en Tercera División e hizo su debut principal durante la campaña 2012/13.
En mayo de 2015, Moros se marchó al extranjero por primera vez en su carrera después de aceptar un programa de becas en la Universidad de Temple en Filadelfia para jugar en el Temple Owls, siendo nombrado capitán en su segunda temporada. 
El 30 de marzo de 2017, Moros cambió de equipo y de país nuevamente, tras firmar un contrato de dos años con el club sueco GIF Sundsvall. Hizo su debut profesional el 22 de julio de 2017 en la Allsvenskan, como sustituto de su compatriota David Batanero en un empate 2-2 contra el Halmstads BK. En su primera temporada marcó su primer gol al Hammarby en los doce partidos jugados durante el año natural. 
En 2019, Moros sería uno de los capitanes del GIF Sundsvall y sería incluido en el equipo del año en Suecia, pero no pudo evitar el descenso a la Superettan (2ª División) tras finalizar en penúltima posición de la Allsvenskan. Tras el descenso, el defensa acabaría su contrato con el conjunto sueco, en el que disputó 73 partidos oficiales en los que marcó 5 goles y repartió 4 asistencias.
El 19 de diciembre de 2019, el defensa central hace oficial su contrato con ŁKS Łódź de la Ekstraklasa polaca lo que queda de temporada y otra más.
El 30 de julio de 2021, firma por el Mjällby AIF de la Allsvenskan, primera división sueca.
El 18 de noviembre de 2022, firma por el Djurgårdens IF Fotboll de la Allsvenskan, primera división sueca.

## Clubes
| Club                   | País           | Años            |
| ---------------------- | -------------- | --------------- |
| Atlético Saguntino     | España         | 2012-2015       |
| Temple Owls            | Estados Unidos | 2015-2017       |
| GIF Sundsvall          | Suecia         | 2017-2020       |
| ŁKS Łódź               | Polonia        | 2020-2021       |
| Mjällby AIF            | Suecia         | 2021-2022       |
| Djurgårdens IF Fotboll | Suecia         | 2022-Actualidad |